# South Bay Lakers
South Bay Lakers (numită anterior Los Angeles D-Fenders) este o echipă de baschet din Liga NBA G League, care servește ca echipă afiliată a celor de la Los Angeles Lakers din NBA. Echipa este situată în El Segundo, California, și își desfășoară meciurile de acasă la UCLA Health Training Center.

Logo-ul original Los Angeles D-Fenders, folosit din 2006 până în 2017

Echipa South Bay Lakers a fost fondată în 2006 și inițial a purtat numele de Los Angeles D-Fenders. Echipa a fost redenumită South Bay Lakers în 2017, pentru a reflecta mai bine conexiunea lor cu Los Angeles Lakers.
Echipa are un istoric bogat în dezvoltarea jucătorilor pentru echipa-mamă, Los Angeles Lakers. Mulți jucători notabili au trecut prin rândurile South Bay Lakers înainte de a reuși în NBA. Această echipă a contribuit la dezvoltarea talentelor precum Jordan Clarkson, Alex Caruso și a altora.
South Bay Lakers joacă în competiția G League, care oferă o platformă excelentă pentru jucători tineri să-și dezvolte abilitățile și să se pregătească pentru o posibilă carieră în NBA. Echipa este apreciată pentru antrenoratul său și pentru promovarea dezvoltării tinerelor talente în lumea baschetului profesionist.
Toate meciurile sunt transmise în streaming audio pe site-ul oficial al echipei și pe canalul web Futurecast al NBA. Pe 21 decembrie 2012, D-Fenders a anunțat un acord de transmisie cu TWC SportsNet Channel (în prezent Spectrum SportsNet).